# Рембаза
Ремба́за — місцевість у Дарницькому районі Києва.
Орієнтовні межі — Поліська вулиця, заключна частина Бориспільської вулиці, залізниця Київ — Ніжин. Фактично є східною частиною Нової Дарниці. З півдня та сходу оточена лісом. Включає в себе промзону (основна частина місцевості) та два житлові мікрорайони — між Бориспільською та Поліською вулицями, а також залізницею (щодо останнього побутує неофіційна назва Шлакоблок).

## Історія та забудова
Зародження селища при майбутньому військовому підприємстві розпочалося 1932 року на східній околиці Нової Дарниці. За декілька років, у 1935–1937, було закінчено будівництво автобронетанкового заводу. Було збудовано житлові будинки для працівників, лікарню на 25 ліжок, клуб. На жаль, відомостей про селище автобронетанкового заводу майже немає, невідомо, яку кількість житлових та громадських споруд було збудовано. 
Забудова знищена восени 1943 року. По війні щонайменше 3 житлові будинки та клуб було відновлено. Торці та частково фасади будинків тоді було прикрашено елементами оздоблення. Один з відбудованих будинків у 1990-х роках зруйнували (на його місці — висотний житловий будинок). Збереглося два 4-поверхові житлові будинки: на вулиці Поліській, 36 та 38 і колишній клуб. Крім цього, частково збереглася забудова 1930-х років з тутешніх військових частин. Також, за деякими відомостями, двоповерхівка на Поліській, 11 збудована 1937 року.
Військовий клуб Рембази («Перемога») на вул. Поліській, 2 зведено в 1930-ті для потреб гарнізону. 1956 року прибудовано одноповерховий корпус у правому крилі. За непідтвердженою інформацією, фігурувала ще й інша назва закладу — «Десна». У 1990-ті тут був магазин та розважальний клуб, закинутий в 2000-х роках.
Після Другої світової війни відновлено автобронетанковий завод, деякі з довоєнних будинків. Споруджуються нові житлові будинки. 
Спершу це двоповерхівки — на Поліському пров., 13 (1956), 15 (до 1962), вулиці Поліській, 6 та 8 (обидва до 1962). До 1962 року зводять чотири 4-поверхівки на Поліському провулку, 1, 3, 5, 7. Наступними будують 5-поверхівки на Поліському провулку, 7/1 (1965), вулиці Поліській, 12 (1966), 14 (1967), 16 (1967), 18, 20, 22 (усі три — між 1968 та 1972), 1 (1973), 24 (1974), 28 (1976). Наступними споруджено 9-поверхівки — на Поліській, 26 (1978), 3 та 10  і Бориспільській, 28-А, проєкт 134.
Висотне будівництво розпочалося у 1980-х рр. 1981 року на Бориспільській, 32-А, 32-Б та 32-В споруджено три 14-поверхівки серії 124-87-107. Ще такі ж дві 14-поверхівки зведено 1999 р. поряд, на Бориспільській, 28-Б та 28-В. У 1980-х на Поліській, 4 та 4-А побудовано дві 16-поверхівки серії КТ.
У 1990-і побудовано кілька будинків серії «Мобіль».

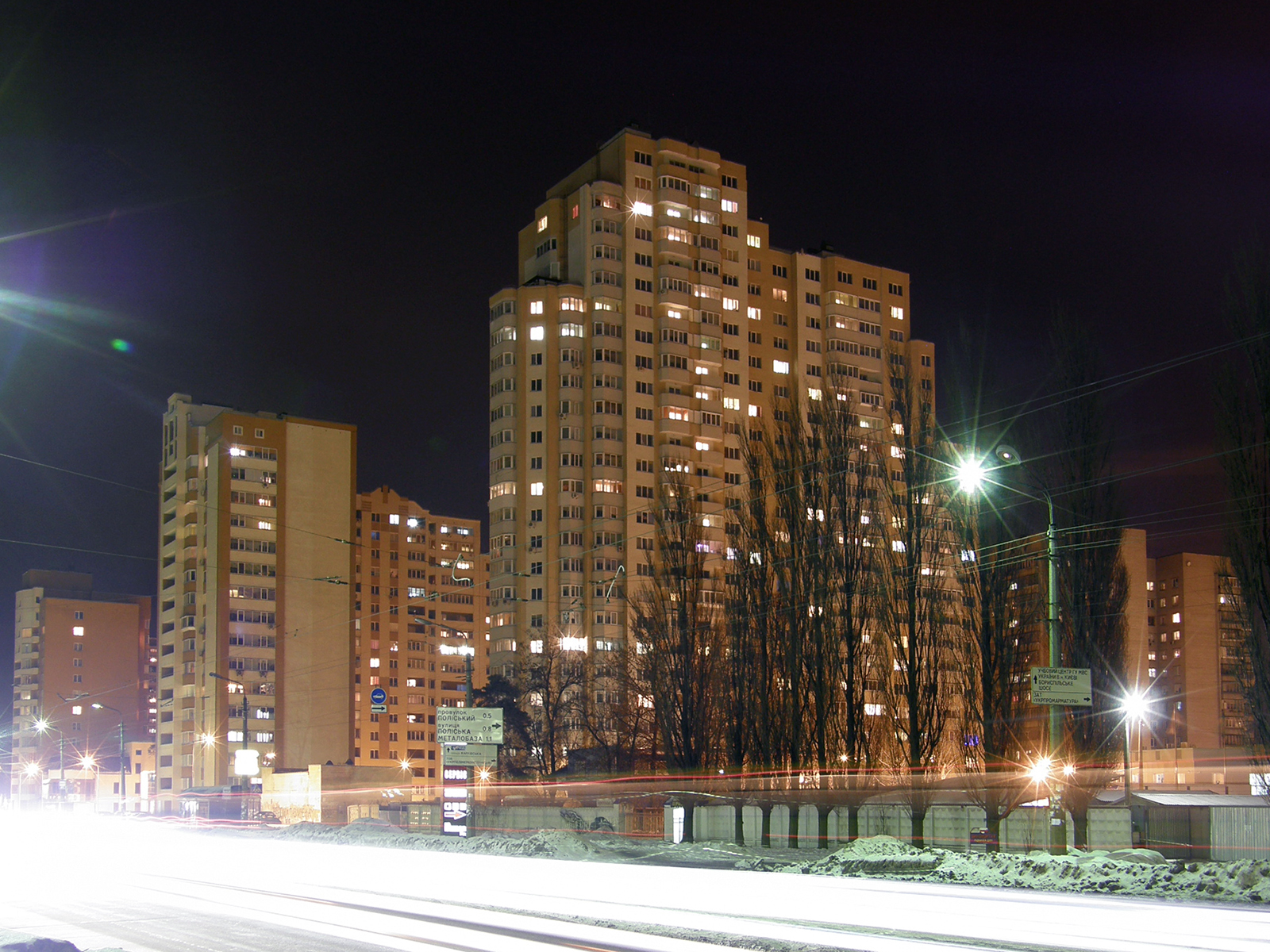
будинки з номерами вул. Бориспільська, 26 — висотні домінанти початку району
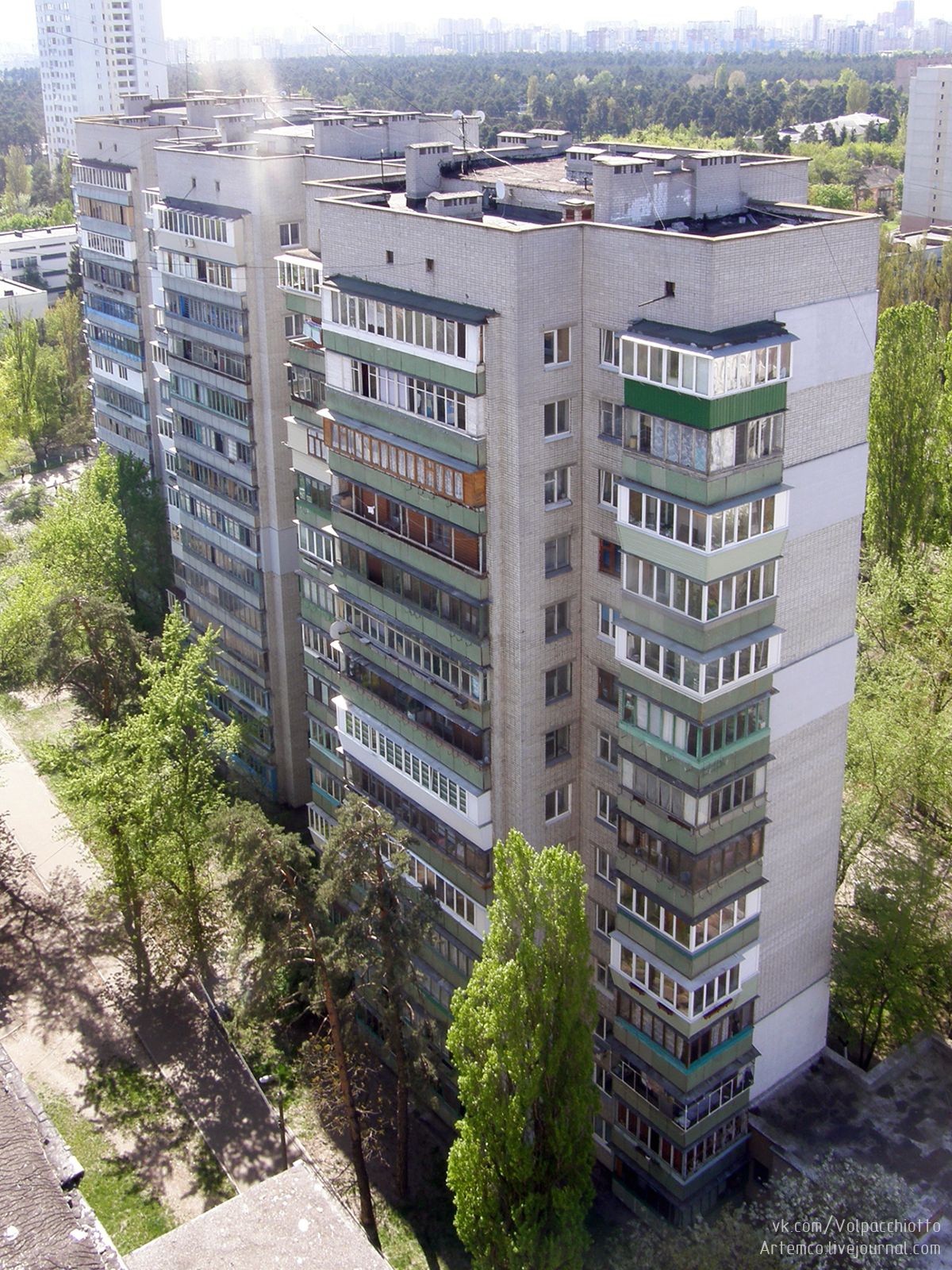
вул. Бориспільська, 32 А, Б, В
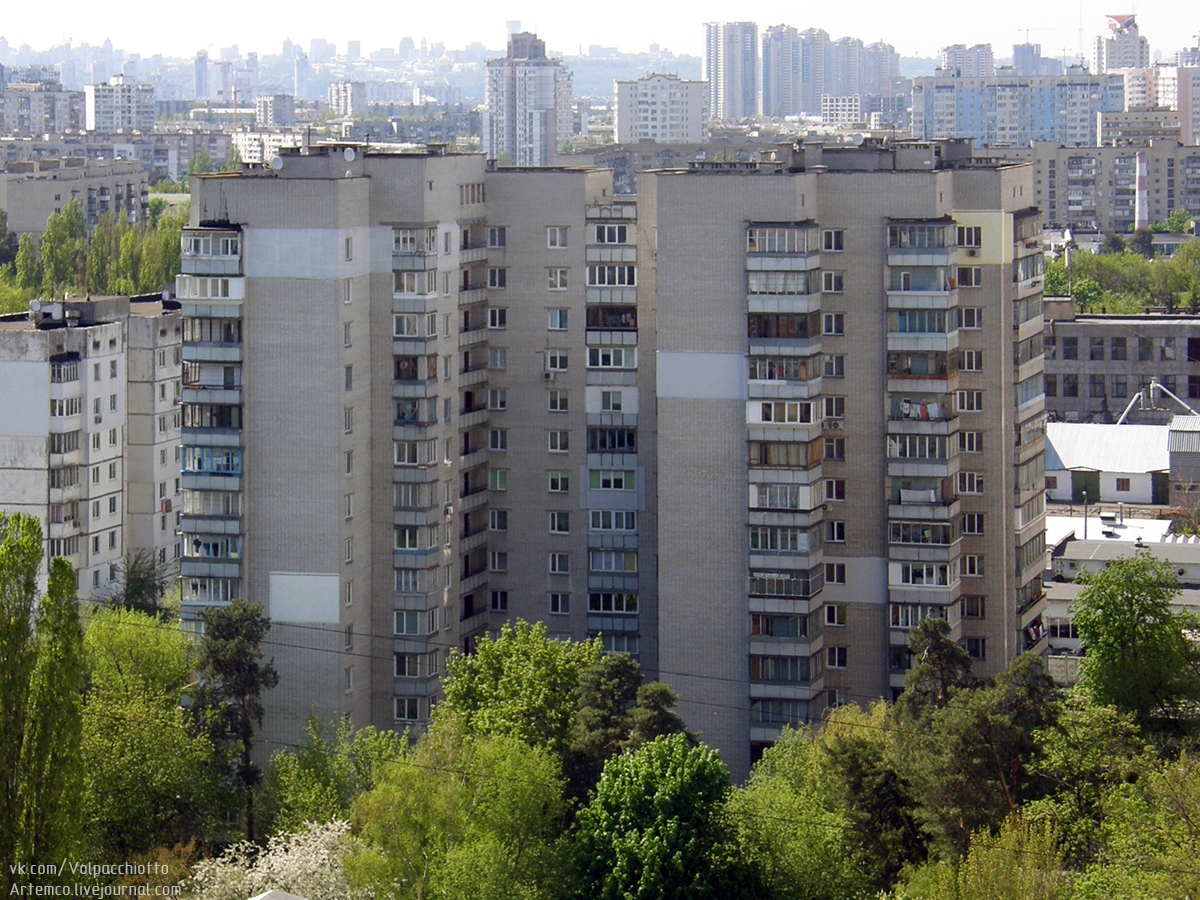
вул. Бориспільська, 28 В і Б
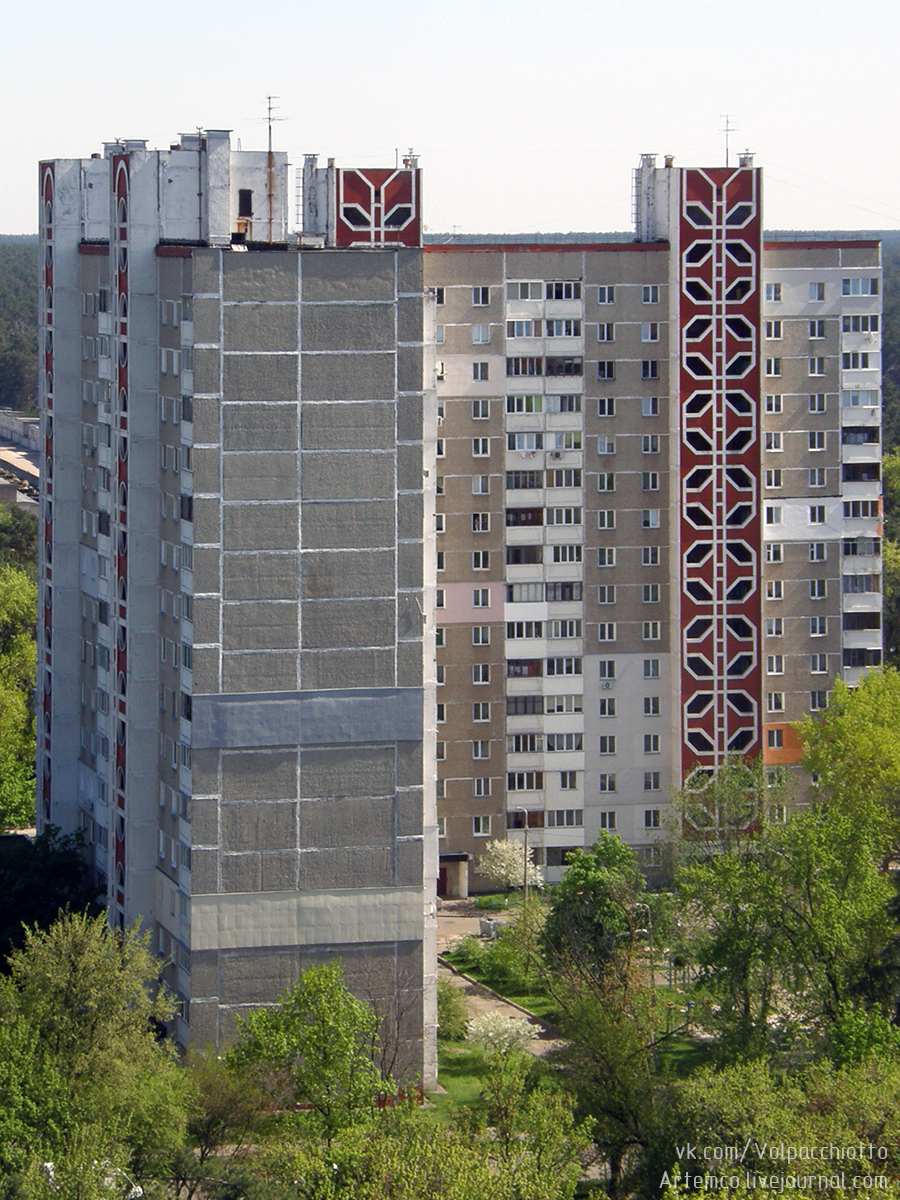
вул. Поліська, 4 і 4А
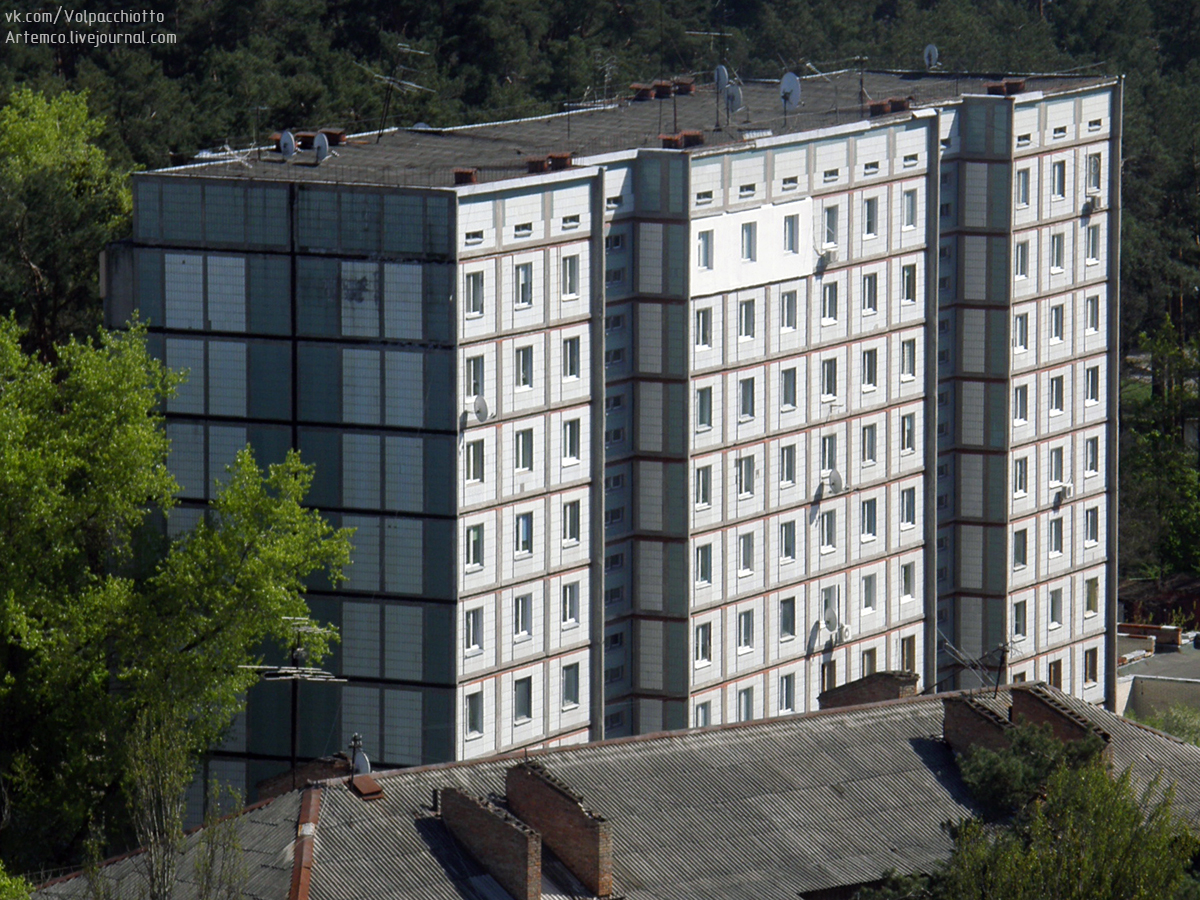
вул. Поліська, 10 — серія «Мобіль», 1991 р.
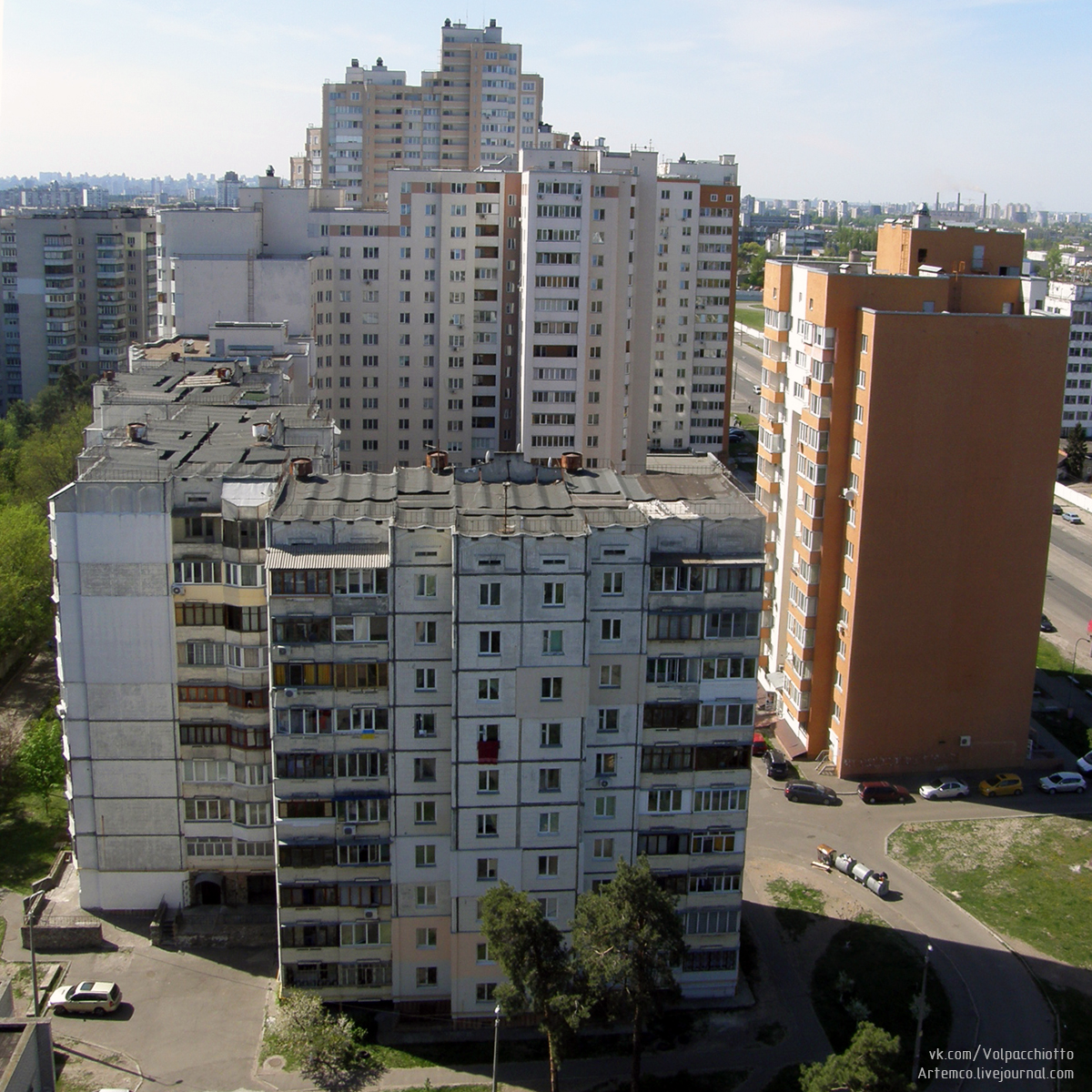
вул. Бориспільська, попереду № 26 серії «Мобіль», 1997 р.
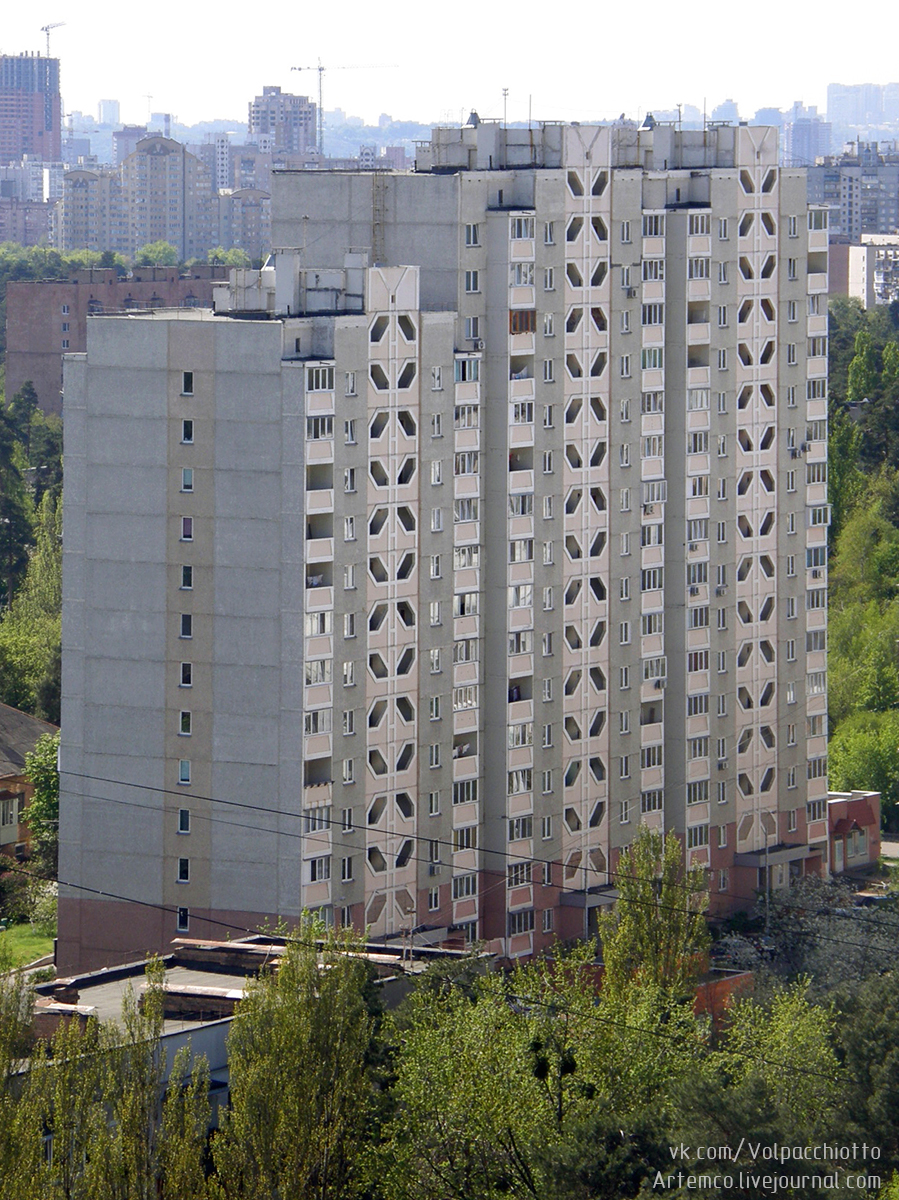
вул. Поліська, 15а – будинок серії КТУ 2006 р.
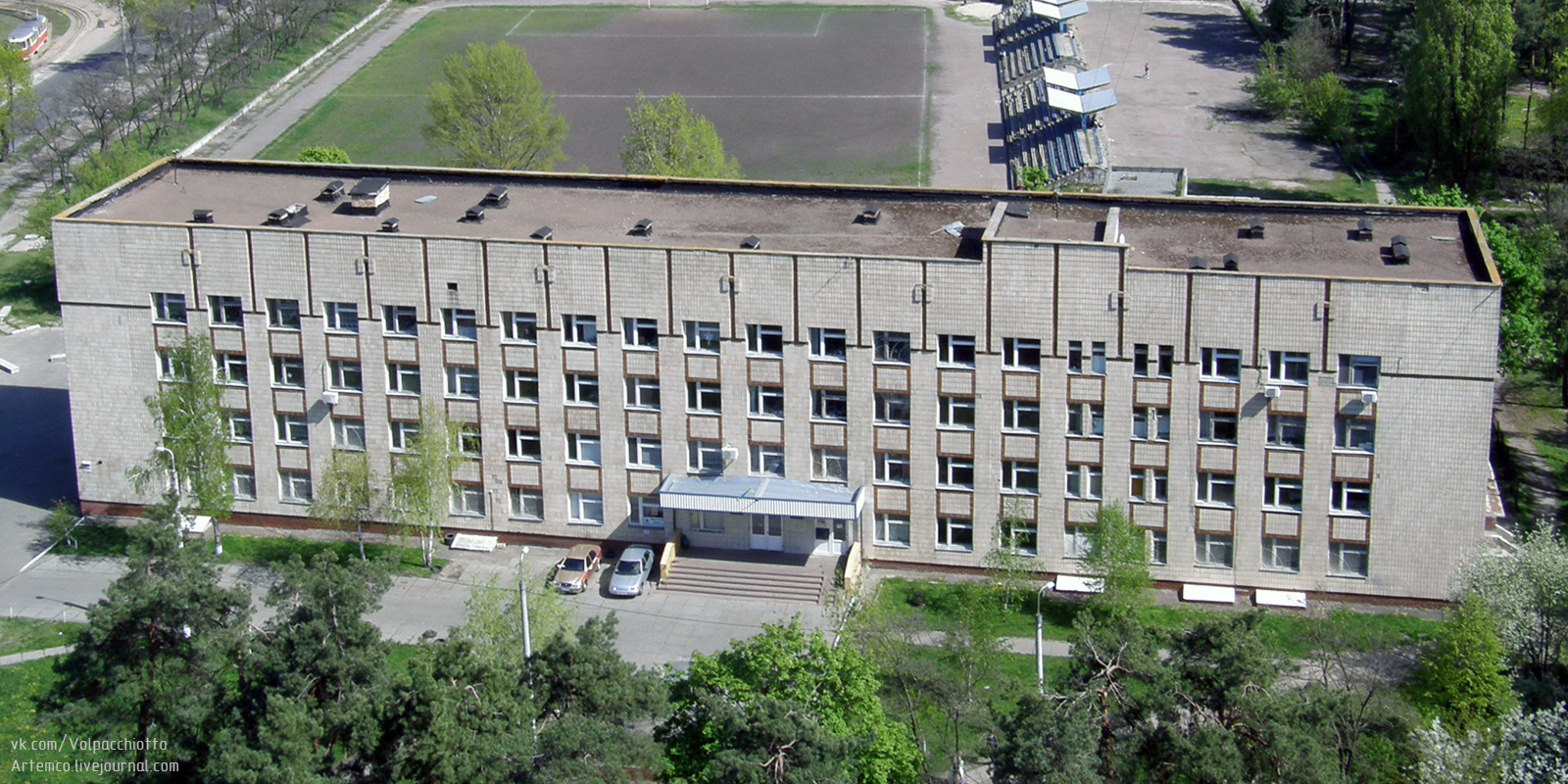
поліклініка № 2 Дарницького району

2010 року на Поліській, 28-Б споруджено першу в Рембазі 22-поверхівку. На Бориспільській, 40 будується ЖК «Оберіг-2». Заплановано спорудити дві 23-поверхівки. Перша будується з 2017, її заплановано здати у 3 кварталі 2021 р. Другу зводять з 2020 р., запланована до здачі у ІІІ кварталі 2022 р. Будівництво третього будинку ЖК «Оберіг-2» на Бориспільській, 30-А розпочато в серпні 2021 р.

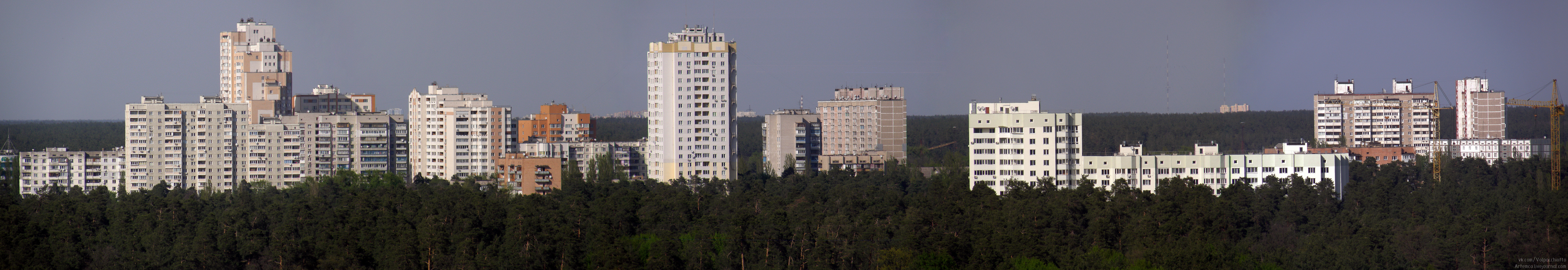
панорама Рембази